# Peter Vandermeersch
Peter Vandermeersch (Thourout, 23 février 1961) est un journaliste néerlandais d'origine belge.

## Biographie
Vandermeersch est né à Thourout et a grandi à Bruges , Furnes et Alost. Il a étudié l'histoire à Gand , le journalisme à Paris et les sciences politiques à Harvard. De 1988 à 2010, il a travaillé pour De Standaard. Il a débuté à la rédaction culturelle et a ensuite été correspondant à Paris et New York. En 1999, il devient rédacteur en chef. En février 2006, Corelio, l'a nommé rédacteur en chef de la division des journaux. À ce poste, Vandermeersch était en dernier ressort responsable de la politique éditoriale et du positionnement commercial des différents titres de journaux Corelio.
Pendant la période où il a travaillé chez De Standaard , d'abord comme journaliste, puis comme rédacteur en chef, ce journal a subi des changements radicaux. Par exemple, le journal est apparu au format tabloïd et la référence chrétienne et flamingande (AVV-VVK) a disparu de la première page du journal. Cette suppression illustre le changement de ligne éditoriale que le journal a subi au fil des ans : d'un journal qui suivait une vision chrétienne très claire, il a évolué en un journal qui, selon certains, a adopté les croyances anticléricales de Vandermeersch ou, selon d'autres, à un journal qui refuse le christianisme et se considère tout au plus comme un journal de noble philosophie de vie en plus de tant d'autres.
Dans De Standaard du 17 juin 2004, Vandermeersch a publié une lettre ouverte pour ses collègues. Il y déclare que De Standaard a le prétexte "de jouer un rôle dans la société flamande. Nous voulons que la société soit ouverte et tolérante, démocratique et prospère. Il est de notre devoir de rendre compte, d'analyser et de commenter cette société". Cependant, il reste modeste. «Le Vlaams Blok n'a pas grandi grâce mais malgré les médias. Cela devrait nous inciter à être modestes».
Début novembre 2007, Vandermeersch est devenu membre du comité exécutif de Corelio. Le 13 novembre 2007, les membres de la Marketing Foundation et les lecteurs de l'hebdomadaire Trends l'ont élu « manager de l'année. » C'était la première fois qu'un journaliste et rédacteur en chef recevait ce prix.
Le 1er septembre 2010, Vandermeersch est devenu rédacteur en chef de NRC Handelsblad. Ce même mois, il a indiqué dans un mémorandum interne divulgué via GeenStijl comment donner plus de dynamisme au journal et le placer au centre du débat politique et intellectuel néerlandais.  Il a quitté De Standaard , mais y reviendra plus tard comme chroniqueur. Il a écrit des chroniques bimensuelles sur sa nouvelle patrie, pour laquelle il a demandé la nationalité, ce qui a été approuvé.
Vandermeersch a annoncé début 2019 qu'il souhaitait démissionner de son poste de rédacteur en chef le 1er septembre 2019  et continuer en tant que correspondant de NRC Handelsblad en France, comme il le faisait auparavant pour De Standaard .  Plus tard, après que Mediahuis ait acheté la société de presse irlandaise Independent News & Media (INM), Vandermeersch a été invité à transformer INM et ainsi abandonner son poste de correspondant prévu en France. Selon Mediahuis, Vandermeersch avait un bon profil pour mener cela à bien  car il a une femme irlandaise et connaît bien le secteur des médias. Vandermeersch a accepté cette offre.
En juin 2020, Vandermeersch, Frederik Delaplace et Koen Clement étaient parmi les trois derniers candidats à succéder à Paul Lembrechts en tant que PDG de VRT . Après une dernière série d'entretiens, il a été décidé que Delaplace dirigerait la chaîne publique flamande.

### Piet de Moor
Le publiciste et écrivain Piet de Moor a écrit une première "lettre amère" ouverte à Vandermeersch le 30 mai 2006  . Il y accuse Vandermeersch, De Standaard et la presse  flamande d'éviter en général de plus en plus la discussion sociale, sous la pression du commerce, des chiffres de vente et du totalitarisme croissant en Flandre. De Moor a écrit un total de six "lettres amères"  qui ont été publiées sous forme de livre en octobre 2006 sous le titre Brieven aan mijn postbode, Will Tura en Peter Vandermeersch..

### Béatrice Delvaux
Vandermeersch a réagi avec colère à la diffusion de Bye Bye Belgium, le reportage fictif complémentaire à la déclaration unilatérale d'indépendance flamande à la RTBF. Vandermeersch et la rédactrice en chef du Soir, Béatrice Delvaux , se sont battus après la diffusion du 13 décembre 2006 dans les pages de leurs deux journaux.  Ils ont finalement décidé d'écrire des articles communs à l'avenir sur des questions affectant les deux communautés linguistiques en Belgique, mais dans lesquels les points de vue sur la frontière linguistique seraient diffèrent. Par conséquent, De Standaard et Le Soir ont organisé au printemps 2007 une série conjointe sur l'avenir de la Belgique.

## Anecdotes
- Vandermeersch a participé deux fois à l'émission télévisée De Slimste Mens ter Wereld. En 2003 (1 entrée) et en 2009-2010 (11 entrées). En 2009-2010, il a perdu en finale face à la dernière gagnante Linda De Win.

## Sources, notes et/ou références
- (nl) Cet article est partiellement ou en totalité issu de l’article de Wikipédia en néerlandais intitulé « Peter Vandermeersch » (voir la liste des auteurs).

1. ↑  « Nova Civitas Weblog: Peter Vandermeersch : "Na de verbijstering, de bezinning" », sur web.archive.org, 10 mars 2007 (consulté le 21 janvier 2021)
2. 1 2  « Vandermeersch », sur legacy.gscdn.nl (consulté le 21 janvier 2021)
3. 1 2  (nl-BE) « Peter Vandermeersch rekent af met zijn geliefde Nederland », sur De Standaard (consulté le 21 janvier 2021)
4. ↑  (nl) « Afscheidsspeech van Peter Vandermeersch », sur NRC (consulté le 21 janvier 2021)
5. ↑  « [Opinie] Over blokfluiten en sirenen voor het Vlaams Belang: open brief aan Peter Vandermeersch | indymedia.be », sur web.archive.org, 17 juillet 2006 (consulté le 21 janvier 2021)
6. ↑  (nl) « Piet de Moor », sur Piet de Moor (consulté le 21 janvier 2021)